# カンボジア

カンボジア王国
ព្រះរាជាណាចក្រកម្ពុជា

国の標語：ជាតិ សាសនា ព្រះមហាក្សត្រ（クメール語）
国家、信仰、国王
国歌：បទនគររាជ（クメール語）
王国

カンボジア王国（カンボジアおうこく、クメール語: ព្រះរាជាណាចក្រកម្ពុជា）、通称カンボジアは、東南アジアのインドシナ半島南部に位置する立憲君主制国家。東南アジア諸国連合加盟国であり、通貨はリエルである。人口1671万人、首都はプノンペン都。
南はタイランド湾に面し、西はタイ、北はラオス、東はベトナムと国境を接する。国民の90%以上が、クメール語（カンボジア語）を話し、仏教（上座部仏教）を奉ずるクメール人（カンボジア人）である。国歌は『王国』である。

## 国名
正式名称は、クメール語で ព្រះរាជាណាចក្រកម្ពុជា（発音：プレアリアチアナーチャッカンプチア、ラテン文字表記：Preăh Réachéanachâkr Kâmpŭchea）。プレアは王の称号。リアチアは「王」、ナーチャックは「国」で、両方合わせたリアチアナーチャックは「王国」を意味する。隣国のタイの正式名称とよく似ている。通称 កម្ពុជា（Kâmpŭchea、カンプチア）。
カンボジアではアンコール王朝以後、国名をカンブジャと呼んでいる。チャム語で書かれた948年のバクセイ・チャムクロン碑文はリシのカンブ・スヴァーヤンブヴァと天女メラーの婚姻による建国伝説を伝え、カンブジャとはカンブの子孫を意味すると説明される。クメール語では「カンプチア」に近く発音される。
公式の英語表記は「Kingdom of Cambodia」である。略称は「Cambodia」（カンボーディア）と読ばれる。日本語では「カンボジア王国」、「カンボジア」と称する、漢字による表記は「柬埔寨」。
傍らで「クメール」という言葉も使われる。本来は「カンボジア」は主に民族、「クメール」は言語を指していたが、現代では区別があいまいになっている。20世紀前半までの中国およびベトナムでは「高棉」（拼音: Gāomián、ベトナム語: Cao Miên）とも呼ばれた。

## 歴史

### 古代
1世紀頃には扶南という王国があったとされる。扶南はインド文化を強く受けていた。後に、扶南の従属国であった真臘が扶南を占領、滅亡させたが、インドの文化はそのまま残った。

### クメール朝

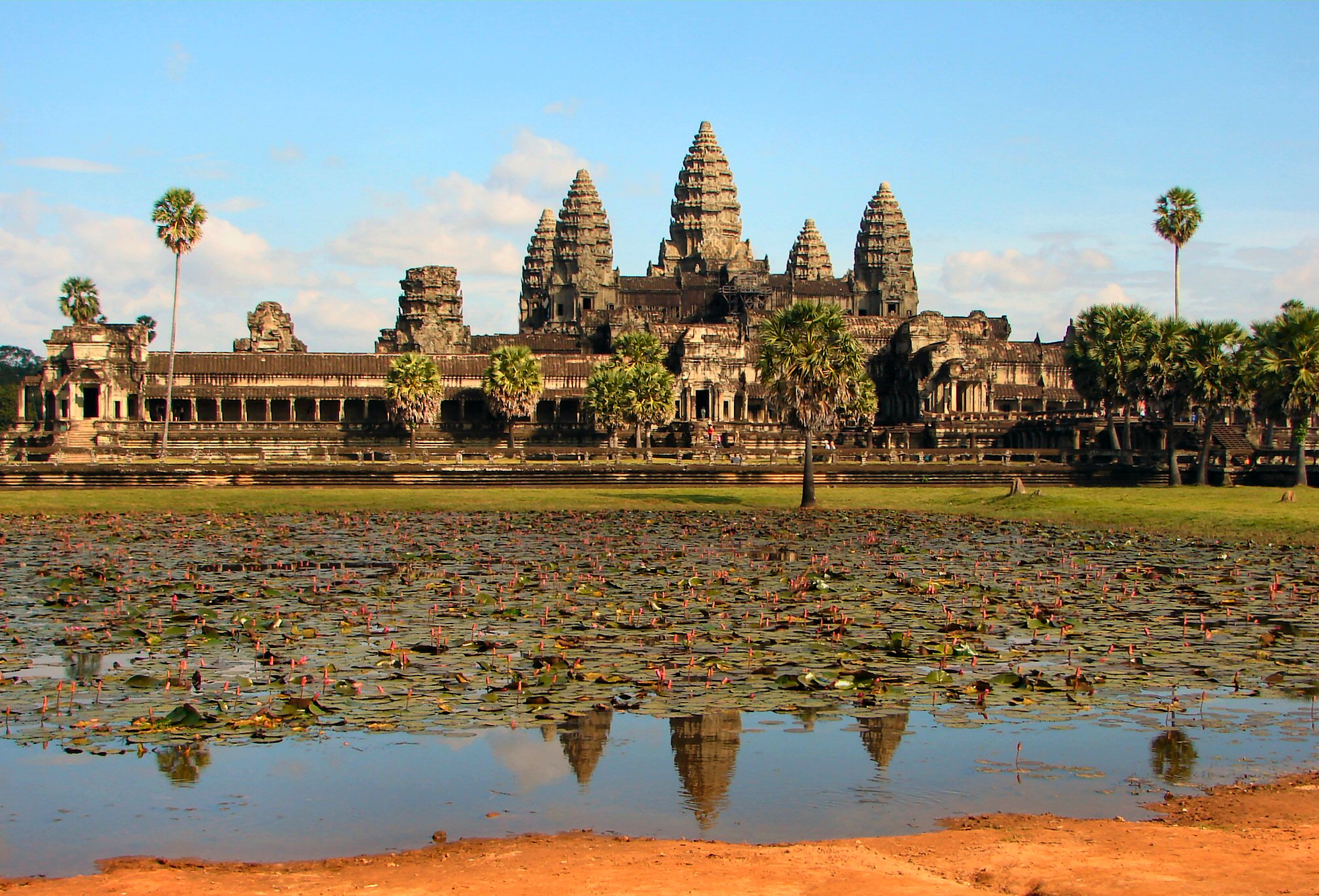
アンコール・ワットはアンコール遺跡のひとつで、カンボジア国旗の中央にも同国の象徴として描かれている

9世紀初頭にクメール王朝が成立し、12世紀から13世紀にかけて最盛期を迎え、アンコール遺跡が建造された。

### カンボジアの暗黒時代
16世紀ごろに、ポルトガルの商人やカトリック教会の宣教師が最初にカンボジアに到来した西洋人であったと考えられている。続いてスペイン人、オランダ人、17世紀半ばからフランス人が到来した。

### 保護国時代
1863年にフランス帝国の保護国となり、1887年にフランス領インドシナの一部となった。フランス保護下でも形式的に王国体制は存続し、1904年にシソワット王が、1927年にシソワット・モニヴォン王が即位した。
1940年から1941年にかけてシソワット・モニヴォン王の下で、タイ・フランス領インドシナ紛争が勃発し、東京条約によって講和した。フランス領インドシナを構成していたカンボジアのナコーン・チャンパーサック県（現在のチャンパーサック県、プレアヴィヒア州）、ピブーンソンクラーム県（現在のウドンメンチェイ州、シェムリアップ州、バンテイメンチェイ州）、プレアタボン県（現在のバタンバン州）が、タイ王国に割譲された。
次王のノロドム・シハヌーク王（1941年即位）の治世では太平洋戦争が発生し、カンボジアは日本軍に占領される。1943年にはフランス領インドシナ領バタンバンにも、日本帝国バタンバン領事館が置かれた。大戦末期の1945年、明号作戦によってフランス領インドシナが解体されたあと、1945年3月13日に独立を宣言した。1945年8月にシハヌーク王を後見していた日本が連合国に敗北したあと、フランス領に復帰し、タイとの国境も戦前の状態に復元された。1949年にフランス連合の枠組みの中で独立を認められ、1953年に完全独立を達成した。

### 独立と内戦
仏印内東隣のベトナムは共産主義の北ベトナムと反共資本主義体制の南ベトナムに分かれて独立した。北ベトナムおよび南ベトナム解放民族戦線（ベトコン）は、ラオスおよびカンボジア領内の「ホーチミン・ルート」を経由して南ベトナムへのゲリラ攻撃を行う。これに対してアメリカ合衆国は軍事介入を行い（ベトナム戦争）、1968年にはアメリカ軍がカンボジア・ラオス領内のホーチミン・ルートへの空爆を開始する。1970年には親米派のロン・ノル将軍がクーデターによりシハヌーク元首を追放し、クメール共和国を樹立した。これに対して北ベトナムがカンボジアへの侵攻を開始すると、ロン・ノル政権は国内のベトナム系住民に対する迫害・虐殺を行う。また、中華人民共和国の北京に亡命したシハヌークは、共産主義勢力クメール・ルージュなどを含む反米・反ロンノル勢力の武力共闘を呼びかけ、カンプチア王国民族連合政府の樹立を宣言。カンボジア内戦が始まる。ロン・ノル政権下でも米軍による空爆は拡大し、数十万人のカンボジア人が犠牲となり、数百万人が難民となった。米軍と南ベトナム軍による地上侵攻も行われている。(カンボジア作戦)
ベトナム戦争が北の勝利で終結することが間近となった1975年4月17日、カンボジアではクメール共和国が打倒され、民主カンプチアを樹立したクメール・ルージュ政権はシハヌークとペン・ヌートをそれぞれ国家元首と首相に推戴するも、実権はポル・ポトに掌握されていた。クメール・ルージュの権力掌握から1979年1月6日の民主カンプチア崩壊までの3年8か月20日間のポル・ポト政権下にて、原始共産制の実現を目指すクメール・ルージュの政策により、旱魃、飢餓、疫病、虐殺などで100万人から200万人以上とも言われる死者が出た。この死者数は、1970年代前半の総人口は700万人から800万人だったとの推計の13 - 29%にあたり、大量虐殺が行われた。教師、医者、公務員、資本家、芸術家、宗教関係者、その他イデオロギー的に好ましくないとされる階層のほとんどが捕らえられて強制収容所に送られた。生きて強制収容所から出られたのはほんの一握りであった。それゆえ、正確な犠牲者数は判明しておらず、現在でも国土を掘り起こせば多くの遺体が発掘される。なお、内戦前の最後の国勢調査が1962年であり、それ以後の正確な人口動態がつかめておらず、死者の諸推計に大きく開きが出ている。
この時期のカンボジアの人口推計として1976年の国際連合のもので835万人、1978年にイエン・サリ副首相兼外相（当時）が発表した776万人（1976年時点）とする数字がある。
1978年12月25日に中ソ対立の文脈の中でソ連寄りのベトナム社会主義共和国の正規軍とカンプチア救国民族統一戦線が、対立していた中国寄りの民主カンプチアに侵攻。翌1979年1月、ポル・ポト政権を打倒して親越派のヘン・サムリンを首班とするカンプチア人民共和国を樹立した（カンボジア・ベトナム戦争）。なお、このベトナムによるカンボジアへの侵攻をきっかけに、同1979年2月に中華人民共和国がベトナムに侵攻し、中越戦争が勃発している。その後、ポル・ポト派を含む三派とベトナム、ヘン・サムリン派との間で内戦が続いた。
1982年6月、カンボジア・タイ国境地帯に逃れたポル・ポト派、クメール人民民族解放戦線（KPNLF、ソン・サン1979年10月結成）、独立・中立・平和・協力のカンボジアのための民族統一戦線（FUNCINPEC、シアヌーク1981年3月樹立）の三派が民主カンプチア連合政府（CGDK）を樹立した。カンプチア人民革命党と反ベトナム三派連合政府の対立が継続する。1989年にベトナム軍が撤退、1991年10月にパリ和平協定が締結された。

### 制憲議会発足
1992年3月から国際連合カンボジア暫定統治機構による統治が開始され、1993年5月には国際連合の監視下で民主選挙が実施された。このときの国連の代表が日本の明石康である。6月2日、国連安全保障理事会は、選挙が自由・公正に行われたと宣言し、選挙結果を尊重するよう全会派に呼びかける決議をした。さらに6月10日には、選挙結果の確定を承認し、制憲議会を全面支持する旨を決議した。9月に制憲議会が新憲法を発布し立憲君主制を採択、ノロドム・シハヌークが国王に再即位した。憲法は「複数政党制に立脚した自由な民主主義」を憲法原則のひとつとした。制憲議会は国民議会に移行した。
1993年に「新生カンボジア王国が成立してから、多くの国や国際機関がカンボジア王国を支援」しており、日本政府の法務総合研究所や日本弁護士連合会は外務省国際協力機構の資金により、米国法曹協会（USAID）、カナダ弁護士会と共に活動している。
1999年4月に10番目の東南アジア諸国連合（ASEAN）加盟国となった。
2009年12月18日、カンボジア特別法廷 は、キュー・サムファン元国家幹部会議長を大虐殺（ジェノサイド）罪でも訴追することを通知した。法廷は、16日までにヌオン・チア元人民代表議会議長、イエン・サリ元副首相の2名にも大虐殺罪適用を決定している。
2013年カンボジア国民議会選挙では与党のカンボジア人民党が僅差でカンボジア救国党に勝利し、フン・セン首相の続投が決まった。2023年7月26日にフン・センは首相を辞任し、長男で元陸軍司令官のフン・マネットに後を継がせた。

## 政治

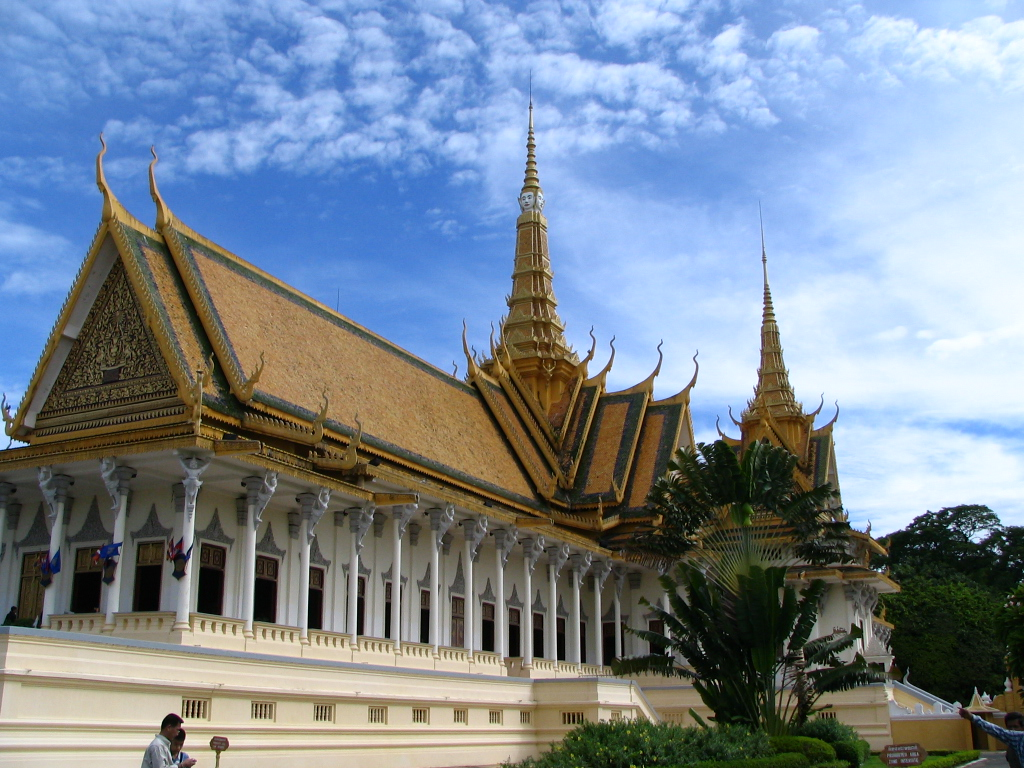
首都プノンペンの王宮

### 政体
国家体制は国王を元首とする立憲君主制である。選挙君主制であり、ノロドム家とシソワット家のメンバーから、王室評議会が国王を選出する。王室評議会は、首相、両院の議長、両院の副議長（それぞれ2名ずつ）、上座部仏教の2つの宗派の代表（それぞれ1名ずつ）の合わせて9名からなり、秘密投票で国王を選出する。国王の地位は終身である。
1993年にカンボジア王国が成立した際、初代国王にノロドム・シハヌークが選出され、2004年10月の国王退位を受けてシハヌークの実子であるノロドム・シハモニが選出された。

### 立法
立法府たる議会は両院制を採用しており、定数125議席からなる国民議会（下院）議員は直接選挙で選出され、定数61議席からなる元老院（上院）議員は間接選挙と国王からの任命によって選出される。
1998年7月末に総選挙が実施され、総議席数122で投票率90.7%で、人民党64議席（41.4%）、フンシンペック党43議席（31.7%）、サム・ランシー党15議席（14.3%）、その他議席なしで得票率13.6%。人民党が第1党になったが、フンシンペック党とサム・ランシー党選挙結果に異議申し立てていたこともあり、単独で組閣することができず（総議席の3分の2以上の信任票が必要とカンボジア王国憲法第90条）連立政権が成立した。
2003年7月に総選挙が実施され、総議席123、投票率86.7%。人民党73議席（47.4%）、フンシンペック党26議席（20.8%）と大敗、サム・ランシー党24議席（21.9%）、その他なし（10.0%）。連立をめぐり紆余曲折を経て、翌年7月にようやく2党連立の新政権が発足した。
2013年の選挙で野党人民救国党が躍進した。
2017年に最大野党の人民救国党の党首が国家反逆罪により逮捕され、党は裁判所の命令で解党され、所属する政治家も政治活動が禁止された。翌2018年の総選挙では有力野党不在の選挙となり、与党人民党が下院全議席の125議席をとって事実上の一党独裁状態となった。

### 憲法
1993年、制憲議会を創設するための選挙が行われ、総議席数120で投票率89.04%で、人民党51議席（38.2%）、フンシンペック党58議席（45.5%）、仏教自由民主党10議席（3.8%）、自由モリナカ闘争1議席（1.4%）であった。制憲議会は、1993年9月の「カンボジア王国憲法」が発効を受けて国民議会に移行した。
カンボジア王国憲法には、内政不干渉、紛争の平和的解決、永世中立が明記されている。

### 法律
カンボジアでは、クメール・ルージュ 時代にほとんどの法律家（裁判官、検察官、弁護士）が殺害され、法律およびその資料も廃棄された。カンボジアが近代国家として再生、発展していくためには、0に近い状態から民法や民事訴訟法などの基本法典を整備し、それらを運用する裁判官、弁護士などの法律家を育成することが不可欠であり、日本はこれらの法整備支援を行っている。
民事訴訟法は2007年7月から適用を開始しており、民法も2007年12月8日に公布され、2011年12月21日から適用が開始された。

## 軍事
カンボジア王国軍は陸軍、海軍、空軍の三軍から構成される。

## 地理

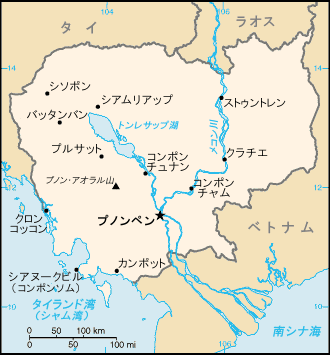
カンボジアの地図

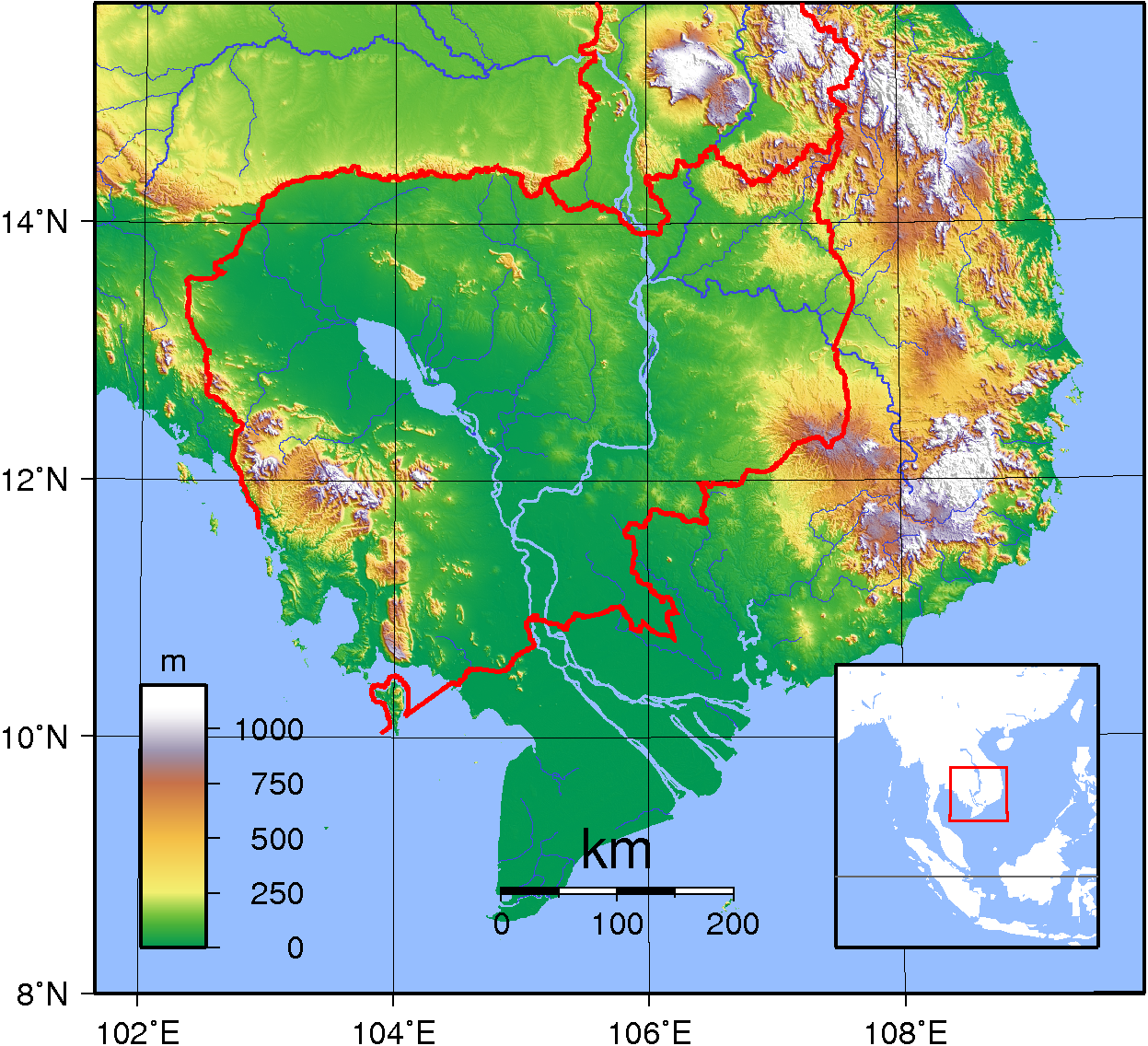
カンボジアの地形図

カンボジアの中心には湖と河川の複合体であるトンレサップ湖があり、その河川部分は国土の東部を縦貫する国際河川たる大河メコン川の支流となっており、水運と漁業・農業を支えている。この平野部にカンボジア人口の3分の1が居住している。トンレサップ湖の北辺にはクメール王朝の遺跡として世界的に有名なアンコール・ワットやアンコール・トムといったアンコール遺跡（1992年、世界遺産登録）が存在する。
国土の大部分は海抜100メートル以下であるが、東北部にアンナン山脈（ラオス・ベトナム国境となる）につながるモンドルキリ高原（モンドルキリ州）がある。北部には切り立ったダンレク山地（タイ東北部との国境付近）、プノンペン西方にカルダモン山脈（クロワーニュ山脈）が連なり、その山系に最高峰アオラル山（1,813メートル）がある。

### 気温と降雨量
北緯11度から15度にまたがり、熱帯気候、モンスーン気候帯に属し、5月から10月が雨季（暖かく湿った南西の季節風）、11月から4月が乾季（乾いた浦東風が吹く）である。降雨のピークは9月（海岸地域は8月）。雨季にはタイ湾からの風で気温は22度まで下がり、乾季には北東風で40度まで上がる。プノンペンでは、年間平均気温が27度、乾季と雨季の境目の4月が最高気温（35 - 25度）で、乾季の11月に最低気温（30 - 23度）である。雨季のメコン川の増水でトンレサップ湖に逆流し、湖面積がほぼ10倍に拡大する。
降雨量は地域によって差が大きい。その地域区分は、中南部の平野地域、トンレサップ湖地域、南西部の海岸地域、北東部の高原山岳地域の4地域である。海岸地域がもっとも年間降水量が多く、次いで高原地域がやや多い。これらの降雨量が農業生産を左右する最大の要因である。しかし、年間降雨量は年によって変わる。そして、雨季が始まってからの7月から8月にかけて1 - 2週間雨が降らないことを小乾季といい、この田植えの時期に小乾季が続くと作付や成育に大きな影響をもたらす。

### 生態系
カンボジアの野生生物は非常に多様で、少なくとも162種の哺乳類、600種の鳥類、176種の爬虫類（89種の固有種を含む）、900種の淡水魚、670種の無脊椎動物の存在が確認されている。しかし、カンボジアに生息する野生生物（いくつかの固有種を含む）の多くは、 森林伐採や生息地の破壊、密猟、野生生物の違法取引、同国内の農業、漁業、林業の発展によって、その存在が危ぶまれている。これにより現地の野生生物は国際自然保護連合（IUCN）によって、危急種や絶滅危惧種（或るいは絶滅寸前種）として認定されている。

## 地方行政区分

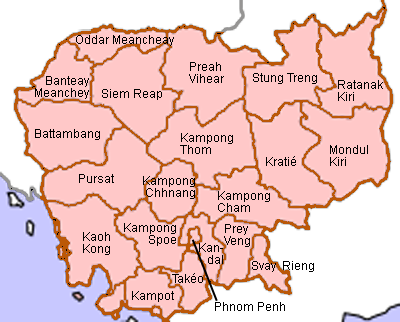
カンボジアの地方行政区画

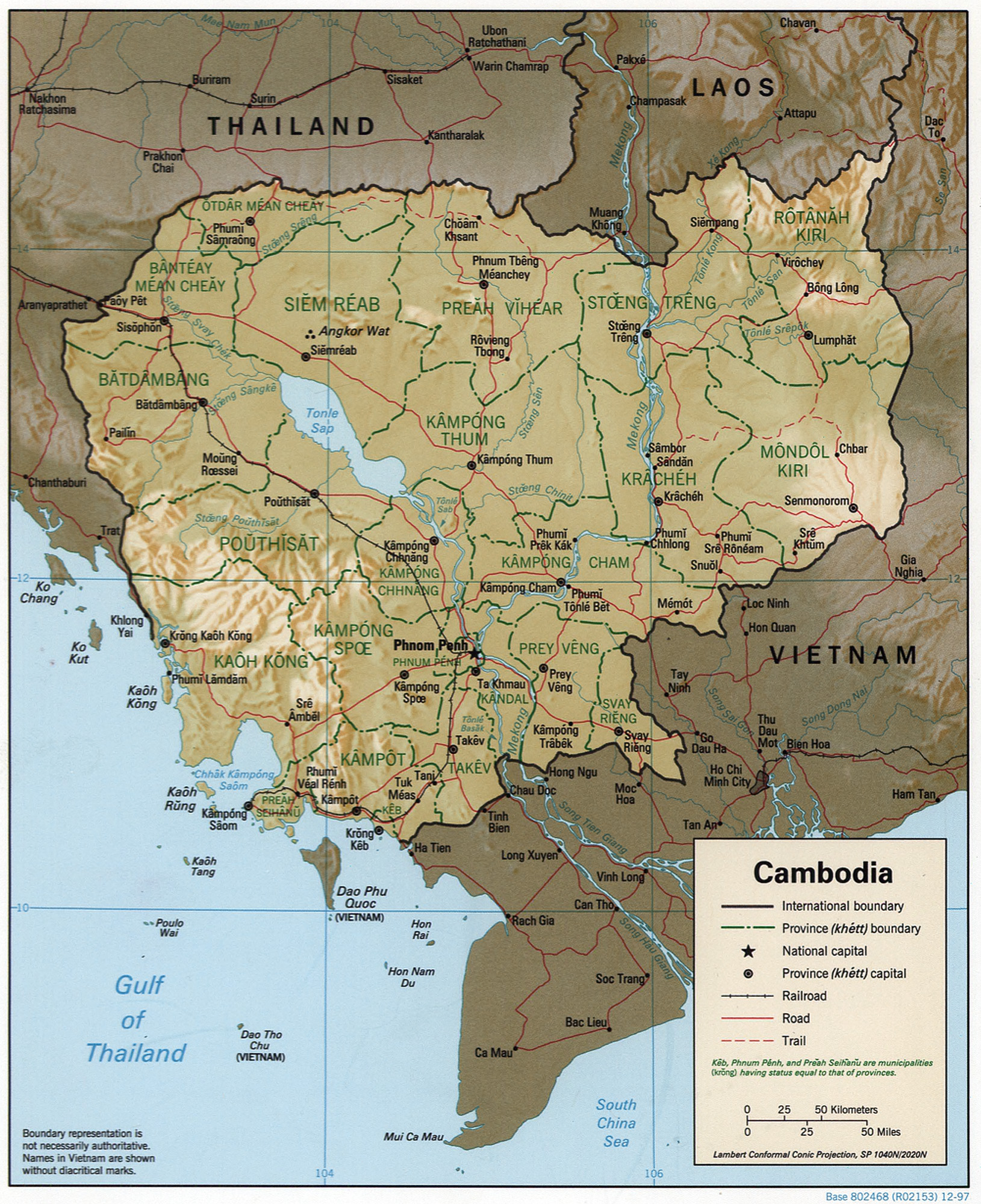
カンボジアの地図

カンボジアは、首都（クメール語: រាជធានី : reach theany）と24の州（クメール語: ខេត្ត : khett）に分かれている。
首都（クロン）－区（カン）－町（サンカット）
プノンペン（クメール語: ក្រុងភ្នំពេញ、英: Phnom Penh）
州（カエト、24州）－市（クロン）／郡（スロック）－町（クム（郡のみ）／サンカット）
バンテイメンチェイ州（クメール語: បន្ទាយមានជ័យ、英: Banteay Meanchey）
バタンバン州（クメール語: បាត់ដំបង、英: BattamBang）
コンポンチャム州（クメール語: កំពង់ចាម、英: Kampong Cham）
コンポンチュナン州（クメール語: កំពង់ឆ្នាំង、英: Kampong Chhnang）
コンポンスプー州（クメール語: កំពង់ស្ពឺ、英: Kampong Speu）
コンポントム州（クメール語: កំពង់ធំ、英: Kampong Thom）
カンポット州（クメール語: កំពត、英: Kampot）
カンダール州（クメール語: កណ្ដាល、英: Kandal）
ココン州（クメール語: កេាះកុង、英: Koh Kong）
クラチエ州（クメール語: ក្រចេះ、英: Kratie）
モンドルキリ州（クメール語: មណ្ដលគិរី、英: Mondol Kiri）
ウドンメンチェイ州（クメール語: ឧត្តមានជ័យ、英: Otdar Meanchey）
プレアヴィヒア州（クメール語: ព្រះវិហារ、英: Preah Vihear）
プレイベン州（クメール語: ព្រៃវែង、英: Prey Veng）
ポーサット州（クメール語: ពោធិសាត់、英: Pursat）
ラタナキリ州（クメール語: រតនគិរី、英: Ratana Kiri）
シェムリアップ州（クメール語: សៀមរាប、英: Siem Reap）- アンコール遺跡
ストゥントレン州（クメール語: ស្ទឹងត្រែង、英: Stung Treng）
スヴァイリエン州（クメール語: ស្វាយរៀង、英: Svay Rieng）
タケオ州（クメール語: តាកែវ、英: Takeo）
ケップ州（クメール語: កែប、英: Kep）
パイリン州（クメール語: បៃ៉លិន、英: Pailin）
シアヌークビル州（クメール語: ព្រះសីហនុ、英: Preah Sihanouk.）
トボンクムン州（クメール語: ខេត្តត្បូងឃ្មុំ、英: Tboung Khmum）2013年設置
非行政単位
サンカット内に村（プーム）
- 首都と州の知事および区長、郡長、市長は、首相から任命される。
- 首都と州および区や市、郡の職員は、内務省からの国家公務員。
- 2001年、クムやサンカット評議会選挙法、クムやサンカット行政運営法（クム行政法）を制定。18歳以上のカンボジア国籍者が投票権を有する。
- 2002年2月の選挙で全国に1621のクムおよびサンカット評議会が設置された。

## 経済

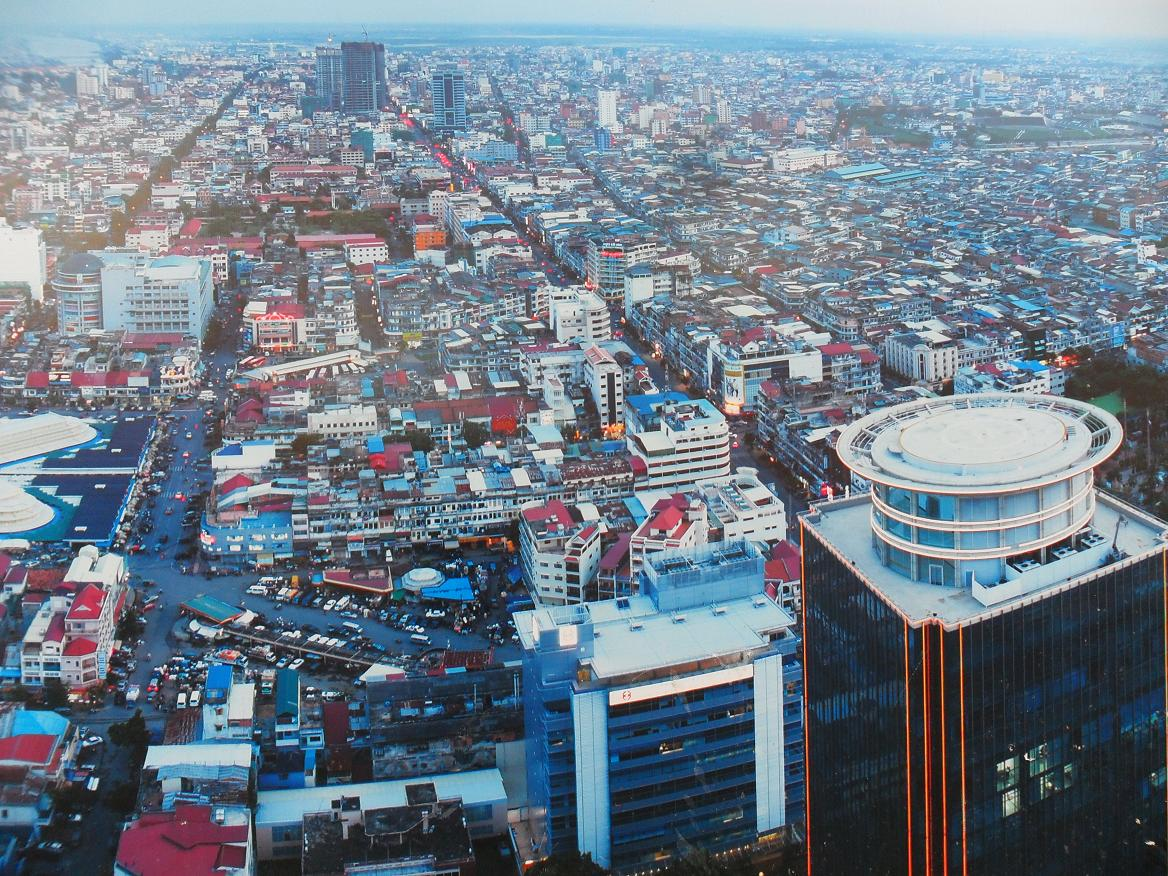
首都プノンペン

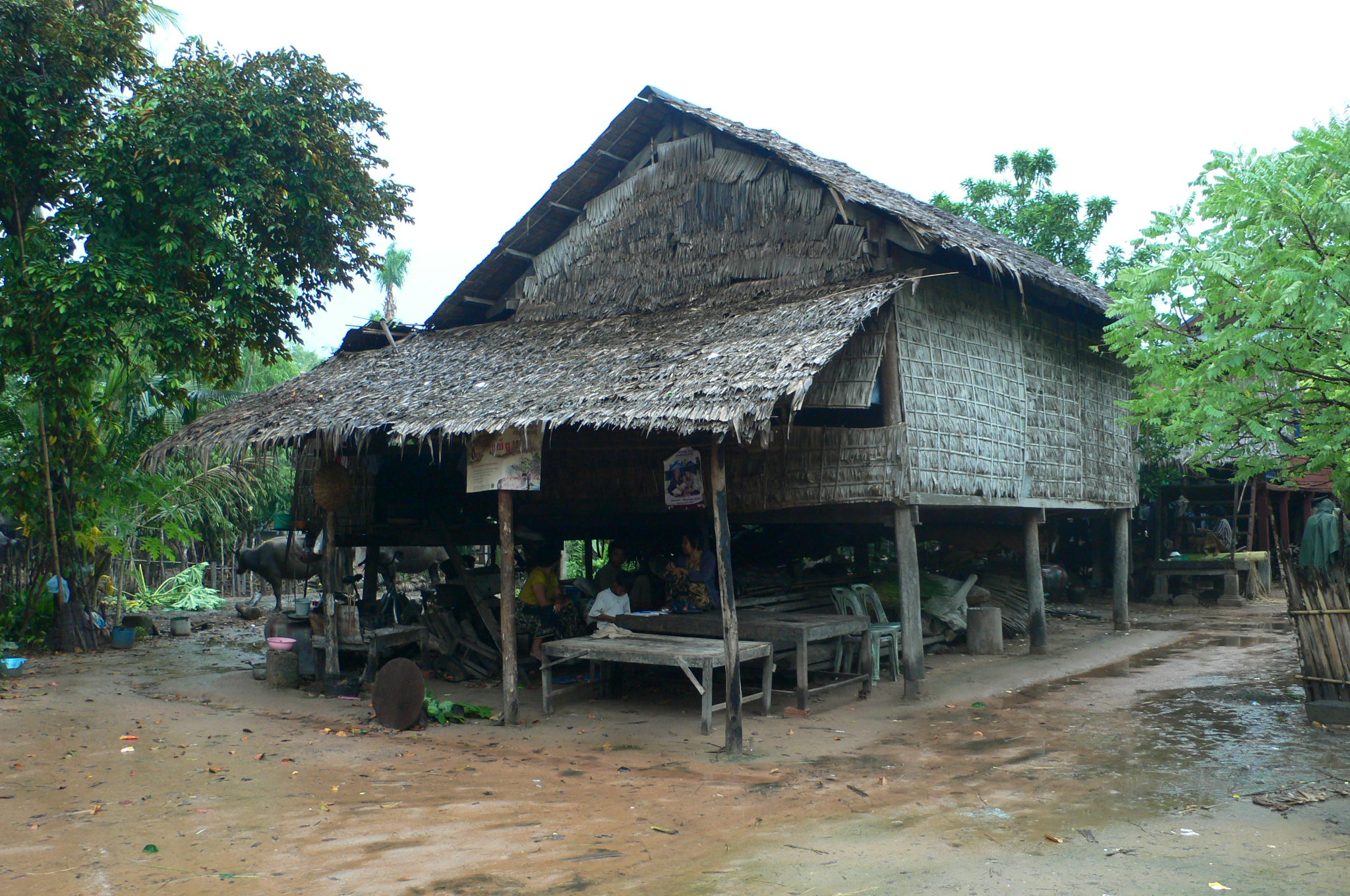
カンボジアの農村では高床式住居が主流である

国際通貨基金（IMF）によると、2014年のカンボジアのGDPは約165億ドルである。一人当たりのGDPは1,080ドルであり、世界平均の10%に満たない水準である。 2011年にアジア開発銀行が公表した資料によると、1日2ドル未満で暮らす貧困層は828万人と推定されており、国民の半数を超えている。国際連合による基準に基づき、後発開発途上国に位置づけられている。
主要産業は農業、漁業、林業などの第一次産業である。近年は観光産業と縫製産業が成長し、最貧国ではあるものの外国からの投資も大きな伸びを示している。
おもな鉱物資源として燐（未開発）、マンガン（未開発）、宝石がある。塩を4万トン生産する。経済成長率は、2004年に10%、2005年に13.4%、2006年には10.4%に達した（カンボジア政府の統計）。
首都プノンペンの経済発展は著しく、2020年現在、先進国に匹敵する数の高級車が街中を走っている。

### 農業
国土の約3割が農地として利用されており、その8 - 9割は水田である。次に多いのは「チャムカー（畑）」と呼ばれる畑地で、およそ農地の10 - 15%程度とみられている。さらに、「チャムカー・ルー（上の畑）」と呼ばれる畑があり、農地の10 - 15%程度を占めているとみられている。これら3種の農地のほかに、焼畑、ゴムの木のプランテーションがある。
食料作物と主要な工芸作物の作付面積を見ると米が圧倒的に多い。トウモロコシ、キャッサバ、甘薯、野菜類、緑豆などの食料作物、落花生、大豆、胡麻、サトウキビ、タバコ、ジュートなどの工芸作物の作付面積は非常に狭い。
カンボジアの国土に占める農地面積は21.6%に及び、人口の34%が農業に従事している。生産年齢人口が人口の55.8%であることを考慮に入れると、カンボジアの主産業は農業である（以上、2002年時点）。しかしながら、労働生産性が低いため、農産物は国内需要を満たすにすぎない。主要穀物では米（417万トン）の生産に特化している。商品作物の生産では葉タバコと天然ゴム（4.6万トン）が目立つ。

### 外国貿易
主要輸入品目は、石油製品（8.2%）、タバコ、オートバイ。主要輸出品目は衣類（77.8%）、天然ゴム、木材である。主要輸出先はアメリカ合衆国（36.8%）、シンガポール、タイ王国。主要輸入先はタイ（15.6%）、香港、シンガポールである。
カンボジア製の衣類は日本にも2000年代以降多く輸出され始めている。たとえば、ユニクロを運営するファーストリテイリングの子会社であるジーユーが販売している一本990円という低価格のジーンズなどがカンボジア製である。人件費の安さなどを武器とし、経済成長の緒に就いている。
| 隣国とのGDP比較          |                     |
| 国                       | GDP(単位:100万ドル) |
| タイ                     |                     |
| ベトナム                 |                     |
| カンボジア               |                     |
| ラオス                   |                     |
| 出典:IMF 2014年の名目GDP |                     |

近年、中国が経済進出し、カンボジア首相府のビル建築や南部シアヌークビルのインフラ整備にも多額の資金援助を行っている。

### 法環境
一方、ソフト面でのインフラストラクチュアというべき法律分野における法整備支援では、民法および民事訴訟法の起草や裁判官、弁護士の人材育成を支援する日本のプレゼンスが大きい。

### 通貨
通貨はリエルが存在するが、カンボジア経済の実情と比較してリエルの為替レートは高い。特に輸出に不利なため、一部を除いては通常は米ドルが使用される。カンボジアではポル・ポト政権下の1978年に、原始共産主義的政策の一環としてすべての通貨が廃止された。同政権崩壊後の1980年にリエルは復活した。地方、シェムリアップ西部のクララン周辺以西、以北、アンロンベンやプレア・ヴィヘアなどのタイ国境に近い地域ではリエルよりもタイの通貨バーツが使用される場合もあるが、1B=100Rで使用できる。

## 国民

### 民族

カンボジアの民族分布（1972年）

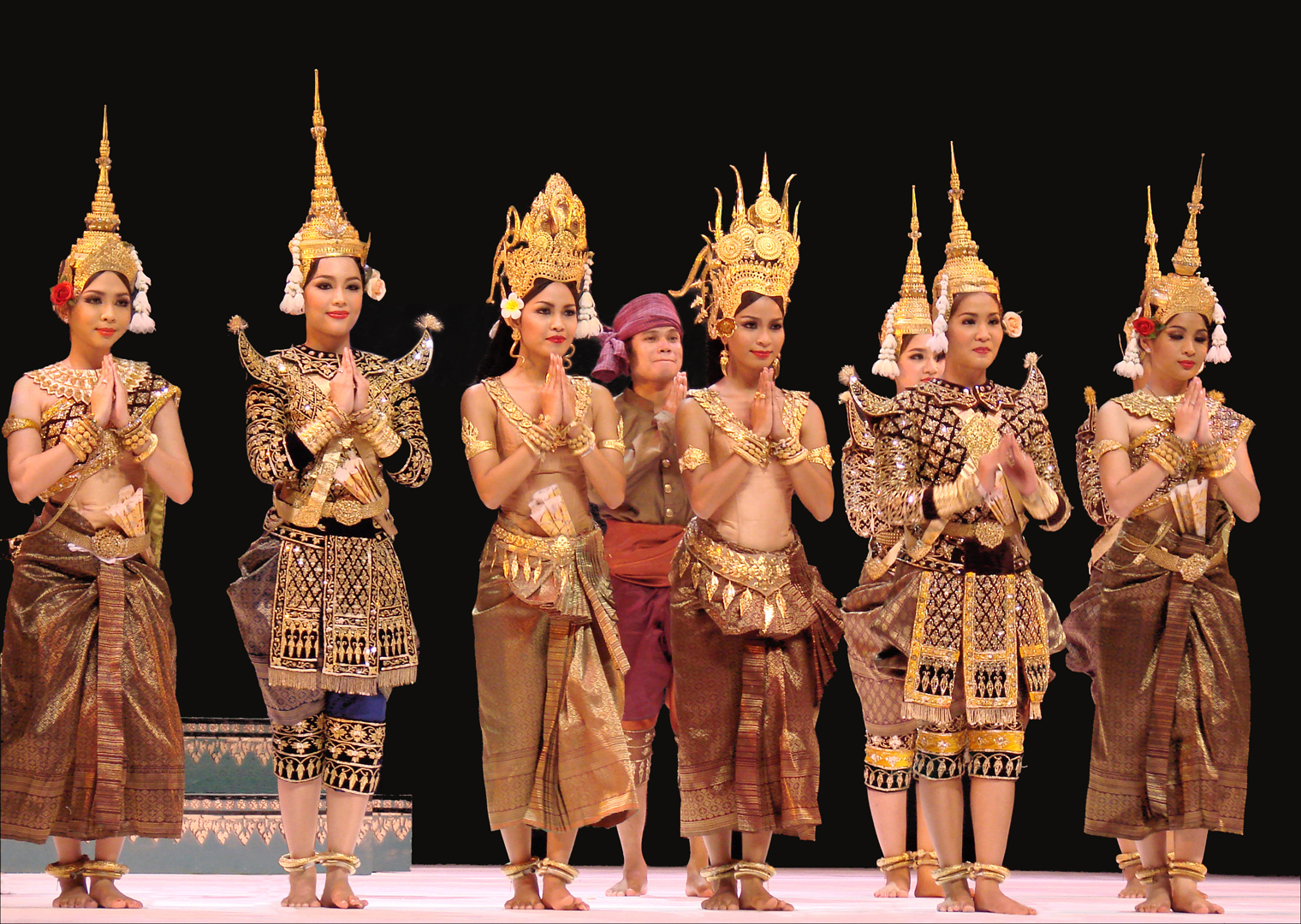
ヒンドゥー教の神話に登場する女神「アプサラ」に扮したクメール人女性

クメール人が86%、ベトナム人が5%、華人が5%、その他4%がチャム族などの少数民族である。日系カンボジア人も少数ではあるが存在し､著名な人物として猫ひろしや後藤忠政が挙げられるが､その多くは起業や投資のためにカンボジア国籍を取得した元日本国籍者である｡

### 言語
カンボジアでは約20の言語が話されている。カンボジア国内でもっとも話されている言語はクメール語（カンボジア語）である。
公用語は1993年公布のカンボジア王国憲法第5条で規定され、同6条では「王国は、必要に応じカンボジア語を擁護し、発展させる義務を有する」となっている。少数民族が話す言語にはチャム語などがある。
高齢者や特別な職業（医師など）の間ではフランス語がある程度通じるが、若者の間でもっともポピュラーな外国語は英語となっている。

### 婚姻
婚姻しても、夫婦別姓であり、姓が変わることはない。

### 宗教
上座部仏教が憲法で国教と定められているが、信教の自由が保障されている。人口の9割以上が上座部仏教の信徒であり、チャム族を主とする4%ほどがイスラム教徒（カンボジアのイスラム教）である。
クメール・ルージュ政権時代には宗教活動が禁止され、多くの仏教寺院やモスクなどの宗教関係施設が破壊され、多くの僧侶が還俗させられ、あるいは虐殺された。

### 教育

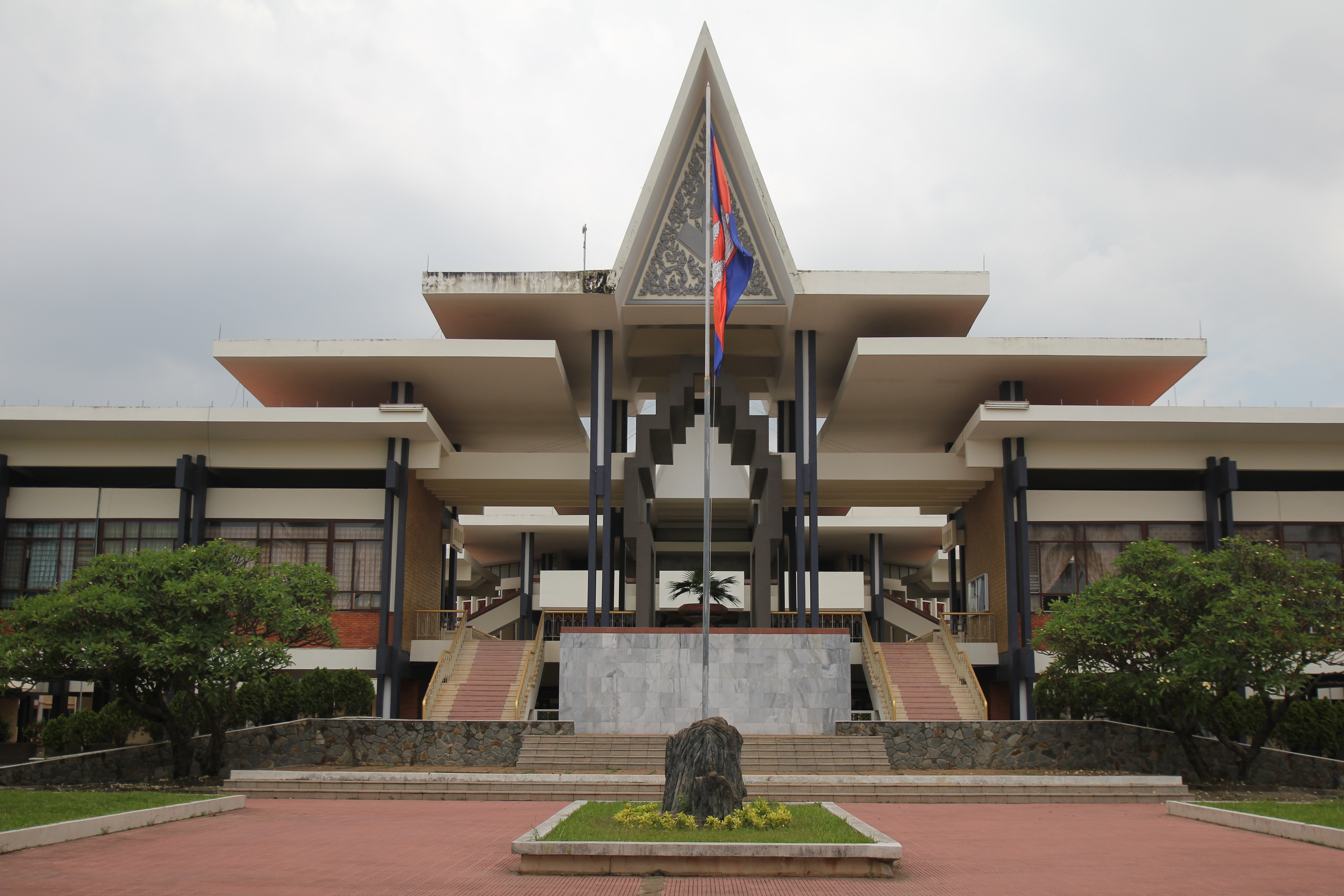
王立プノンペン大学

若年層の識字率は低くないが、45歳以上の識字率はクメール・ルージュ時代に教育が禁止された影響もあってか21.0%とかなり低い水準である。2004年の15歳以上で読み書きができる者は男性84.7%、女性64.1%。2005年の初等教育純就学率91.9%、中学校教育就学率男子57%、女子16%（1998 - 2002年）（ユニセフ『世界子供白書2005年』ほか）。内戦の影響で学校の鐘として砲弾などの兵器が使われており、2018年に政府は禁止の指示を出した。
- 王立プノンペン大学
- カンボジア工業大学
- 王立法律経済大学
- 国立経営大学
- 国立教育研究大学
- 王立農業大学
- カンボジア健康科学大学（フランス語版）
- カンボジア大学
- アンコール大学

## 治安
カンボジアの治安はあまり良くない状況に置かれている。カンボジア内務省の犯罪統計によると、同国における2021年の犯罪総件数は 3,254件で前年と比較して2%の増加と発表されているが、統計に含まれていない案件も多数あり、実際の犯罪発生件数はこれよりも多いのではないかと考えられている。
外国人の犯罪被害も報告が多数挙がっており、たとえば日本人が被害にあう犯罪の大多数が金品目的のひったくり、スリを含む窃盗、「いかさま賭博」詐欺で占められ、他には空き巣などの住宅関連の犯罪が挙げられている。

### 汚職問題
カンボジアはアジアにおいて汚職の度合いがかなり高い方に位置する。世界経済フォーラムが2018年に公表した『世界競争力報告（Global Competitiveness Report）』では、カンボジアは腐敗指数が21.0で世界で5番目に腐敗している国と認定される。

### 地雷
国内にはベトナム戦争中のカンボジア作戦や、それに続くベトナム・カンボジア戦争、カンボジア内戦の影響で多くの地雷と不発弾が埋まっている。危険地域の多くには危険標識が立てられているものの、カンボジアの子供たちは母語であるクメール語の文字が読めないことが多く、誤って危険地帯に入ってしまうという問題があった。そのため日本地雷処理を支援する会（JMAS）などの日本のボランティア組織は、子供でも理解できるポスターを作ったり、わかりやすい地雷の標識を設置するなどの活動をしている。
現在、地雷地域の処理が進んでおり、かつてに比べると各都市部は安全になったものの、地方部では西部タイ国境周辺以外での地雷処理は行われていない。

## マスコミ
カンボジアのテレビ、ラジオ、および新聞を含む印刷媒体などのマスコミの内容は、ほとんど規制されていない。また、カンボジアのメディア部門は東南アジアでは最も自由な部門の一つである。
ケーブルテレビは、タイのトゥルー・ビジョン番組やその他の人工衛星ネットワークを含め、カンボジアでも広く視聴可能である。カンボジアでは、カンボジアで制作されたテレビを見ずに、タイのトゥルー・ビジョンに申し込んでタイの番組を視聴する人が多くいる。海外に住むカンボジア国民は、タイ、ミャンマー、ベトナムからタイコム経由でカンボジアのテレビ番組を視聴できる。

### 食文化

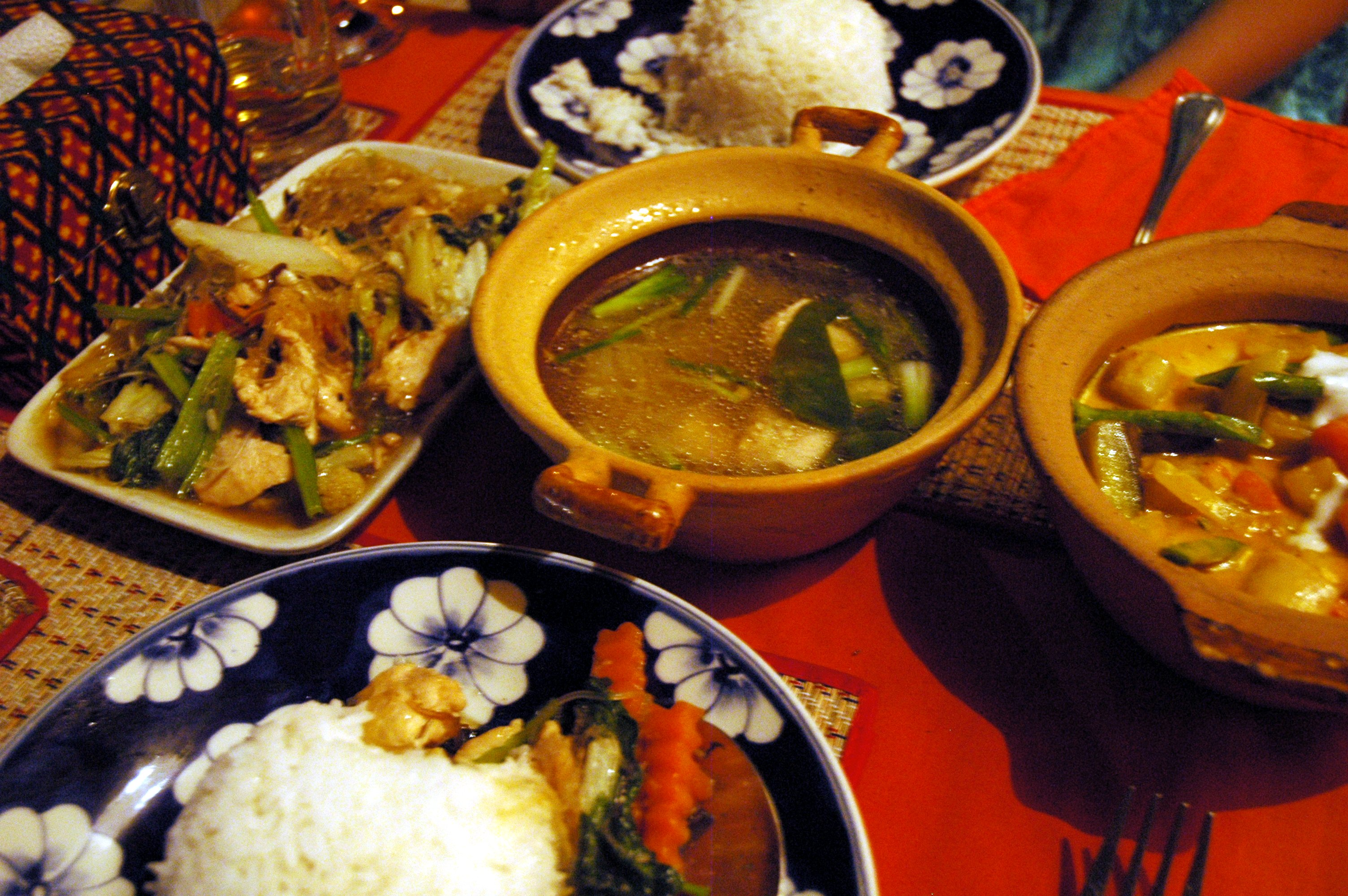
カンボジア料理の一例

## 文化

### 文学
- 民話 - 民話は、カンボジアでも人から人へと語り継がれてきた民話が多く残っており、19世紀ごろにはヤシの葉に書かれたという。20世紀になるとフランス人研究者が同地研究者らとともに「クメール風俗習慣委員会」を設立し、民話の採取と編集を始めた。その事業を仏教研究所が引き継ぎ、同研究所の『カンプチア・ソリヤー』に1932年から連載した。その後、『クメール民話集』（全249話、全9巻、1959 - 1971年）が刊行された。何度も復刻版が出され、誰もが手にする民話集になっている[41]。
- 古典文学作品 - カンボジアを代表する古典文学作品は、『リアムケー』[42]、『ジャータカ』[43]、『50のジャータカ』[44] などの長編物語があげられる。[45]

### 舞踊

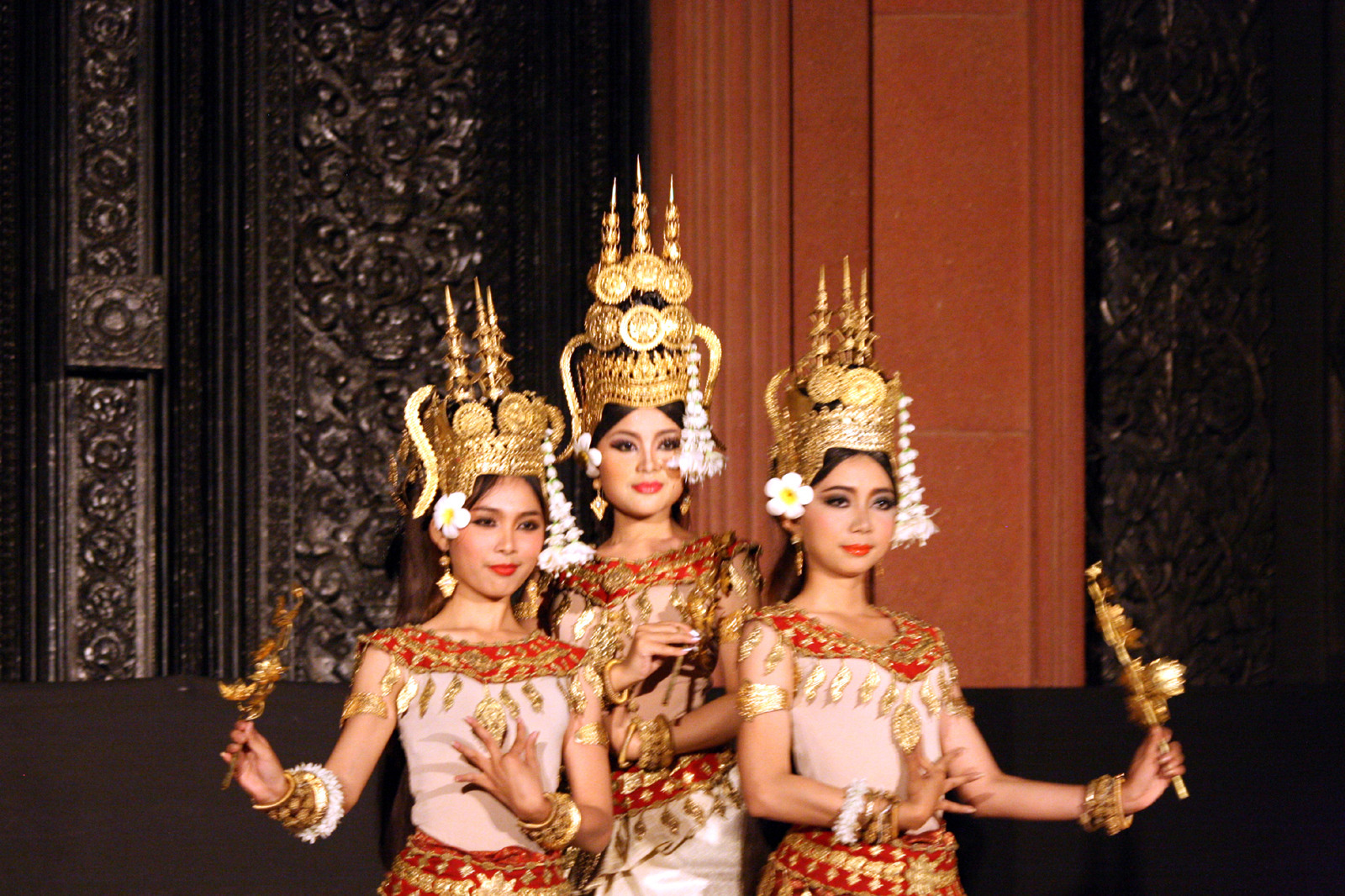
クメールのアプサラス・ダンサー

### 音楽
- ロ・セレイソティア
- チュット・ソヴァン・パンニャー

### 美術
カンボジアでは20世紀半ばから現代美術の伝統が始まった。20世紀後半にはクメールルージュによる芸術家の殺害など、いくつかの原因から伝統芸術と現代芸術の両方が衰退していたが、同国政府やNGO、外国人観光客からの支援が増えたため、21世紀になってその存在が再生を迎えることとなった。

### 祭礼

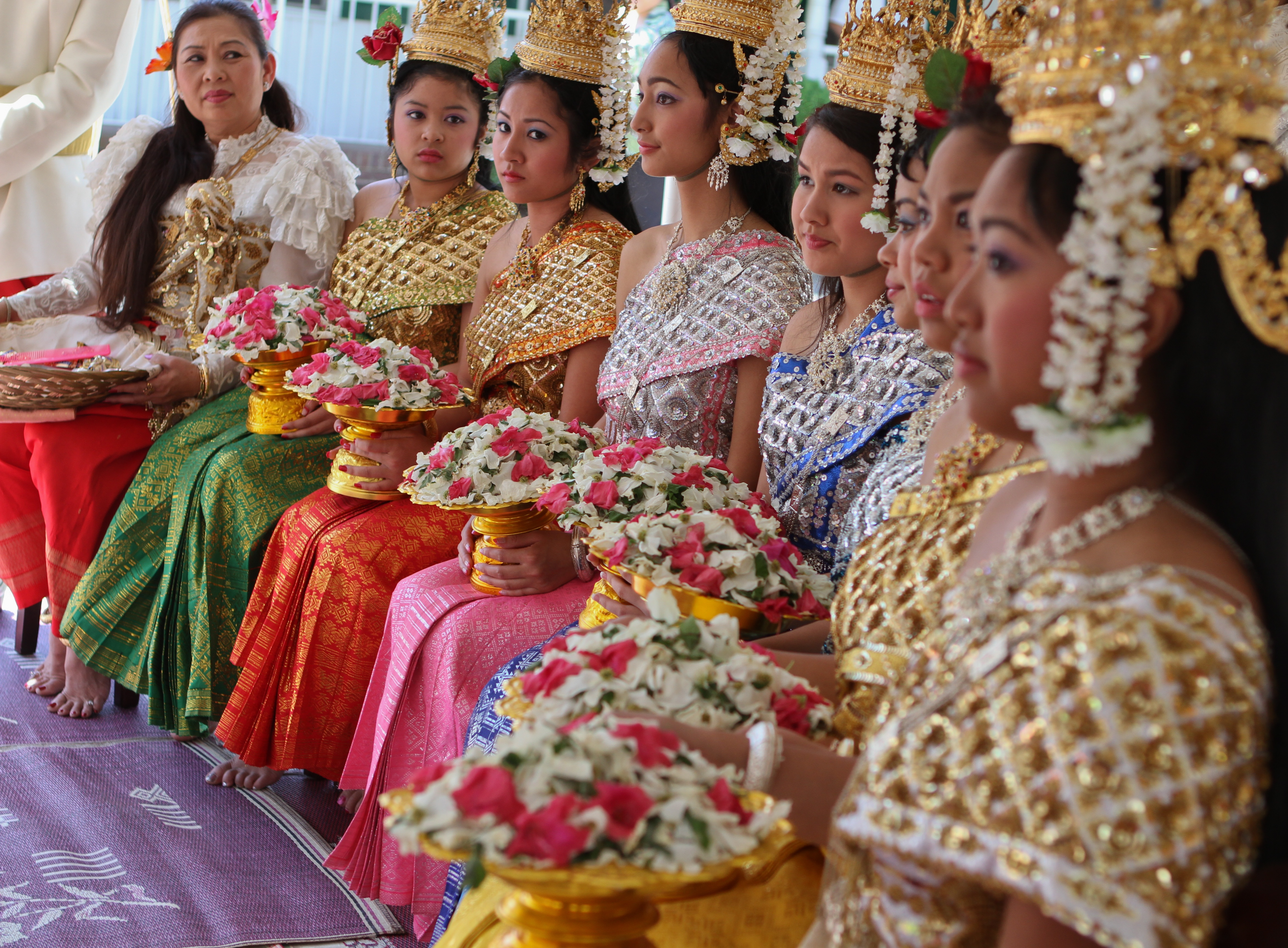
新年を祝うクメール人女性

- 水祭り - 2010年11月に300人以上が死亡する事故が起きた。100メートル、幅6メートルの橋の上には見物客約7,000人から8,000人がおり、橋が揺れたのが原因と見ている。24日の政府発表では、死者数は347人だった[46]。

### 世界遺産
カンボジア国内には、ユネスコの世界遺産リストに登録された文化遺産が3件、暫定リストが8件存在する。

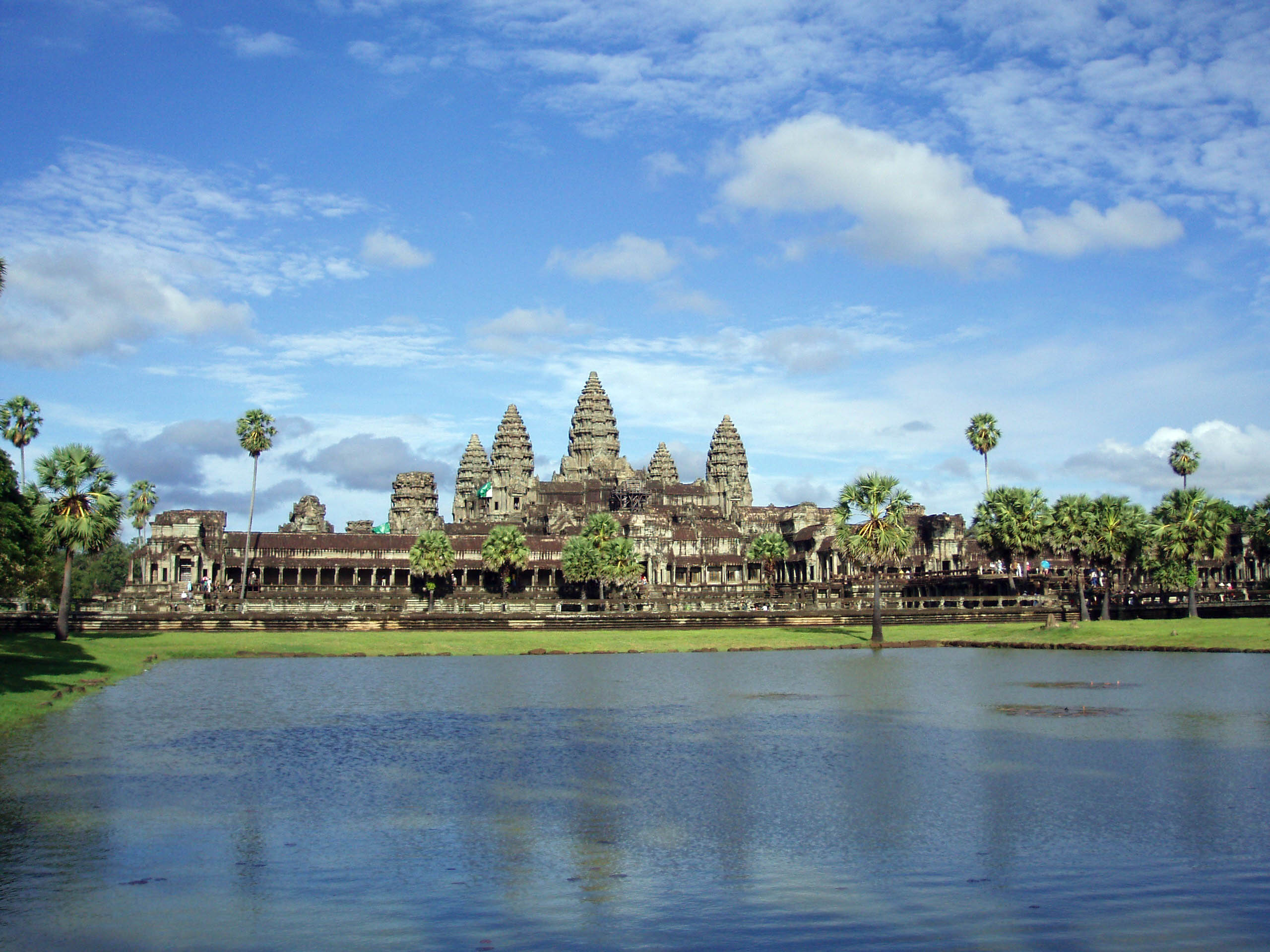
アンコール遺跡
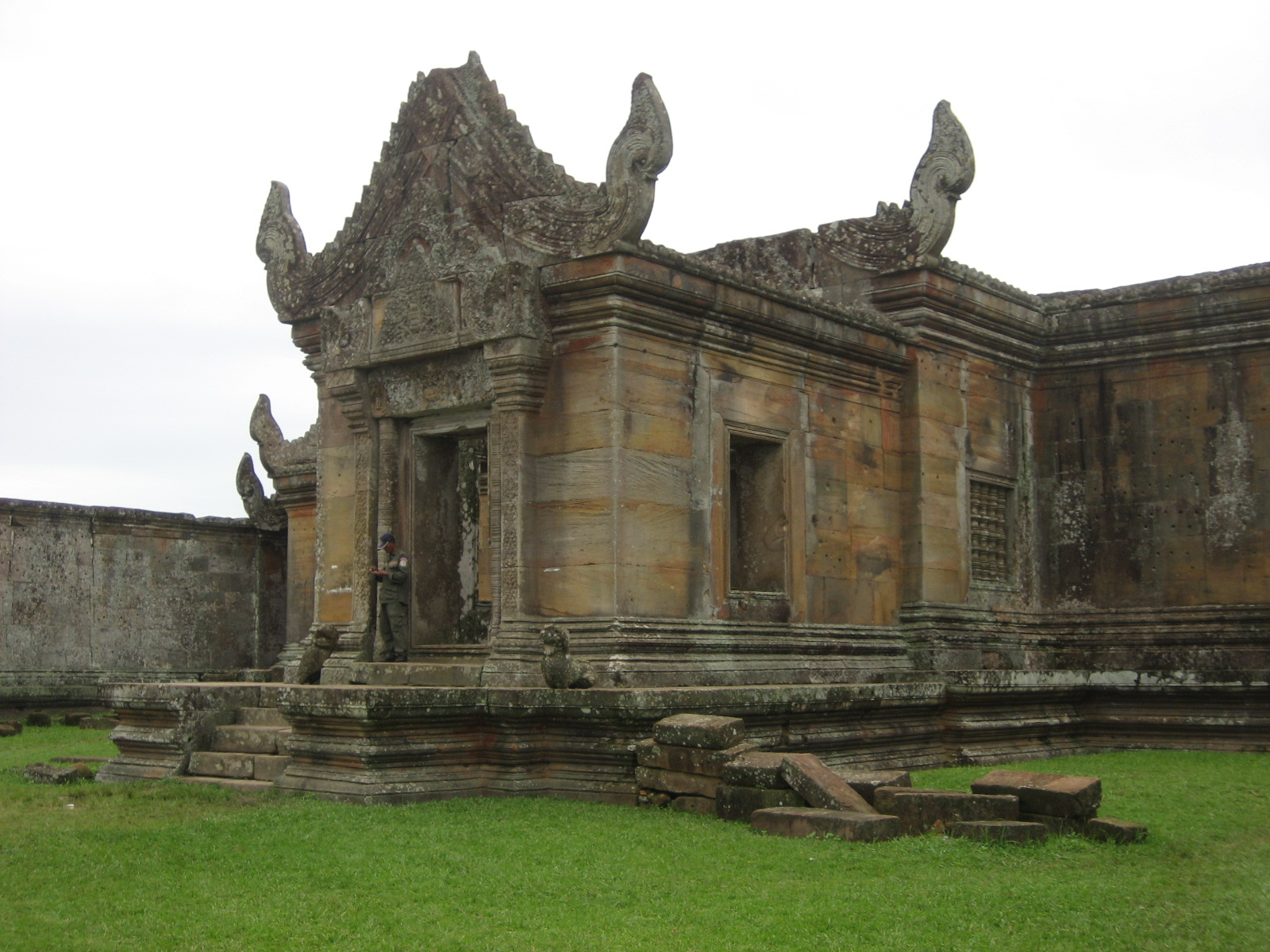
プレアヴィヒア寺院

### 無形文化遺産
カンボジアには、ユネスコの無形文化遺産リストに登録された文化が4件存在する。
- カンボジアの王宮古典舞踊（2003）
- クメールの影絵劇（英語版）（2005）
- 綱引き（2015） 注：ベトナム・フィリピン・韓国との共同申請
- Chapei dong veng（2016）

### スポーツ
サッカー
カンボジア国内でも他の東南アジア諸国同様に、サッカーが最も人気のスポーツとなっており、1982年にはサッカーリーグのカンボジア・リーグが創設されている。さらに2018年には、元日本代表の本田圭佑がカンボジア代表のGMに就任し話題となった。
2019年には、"2022 FIFAワールドカップ・アジア2次予選"のイラン代表戦で、0対14で大敗し、カンボジア史上ワースト記録での敗戦となった。なお、FIFAワールドカップへの出場経験はないものの、AFCアジアカップでは1972年大会でベスト4に進出した事もある。また、東南アジアサッカー選手権には8度の出場歴をもつが、全大会でグループリーグ敗退となっている。
ボッカタオ

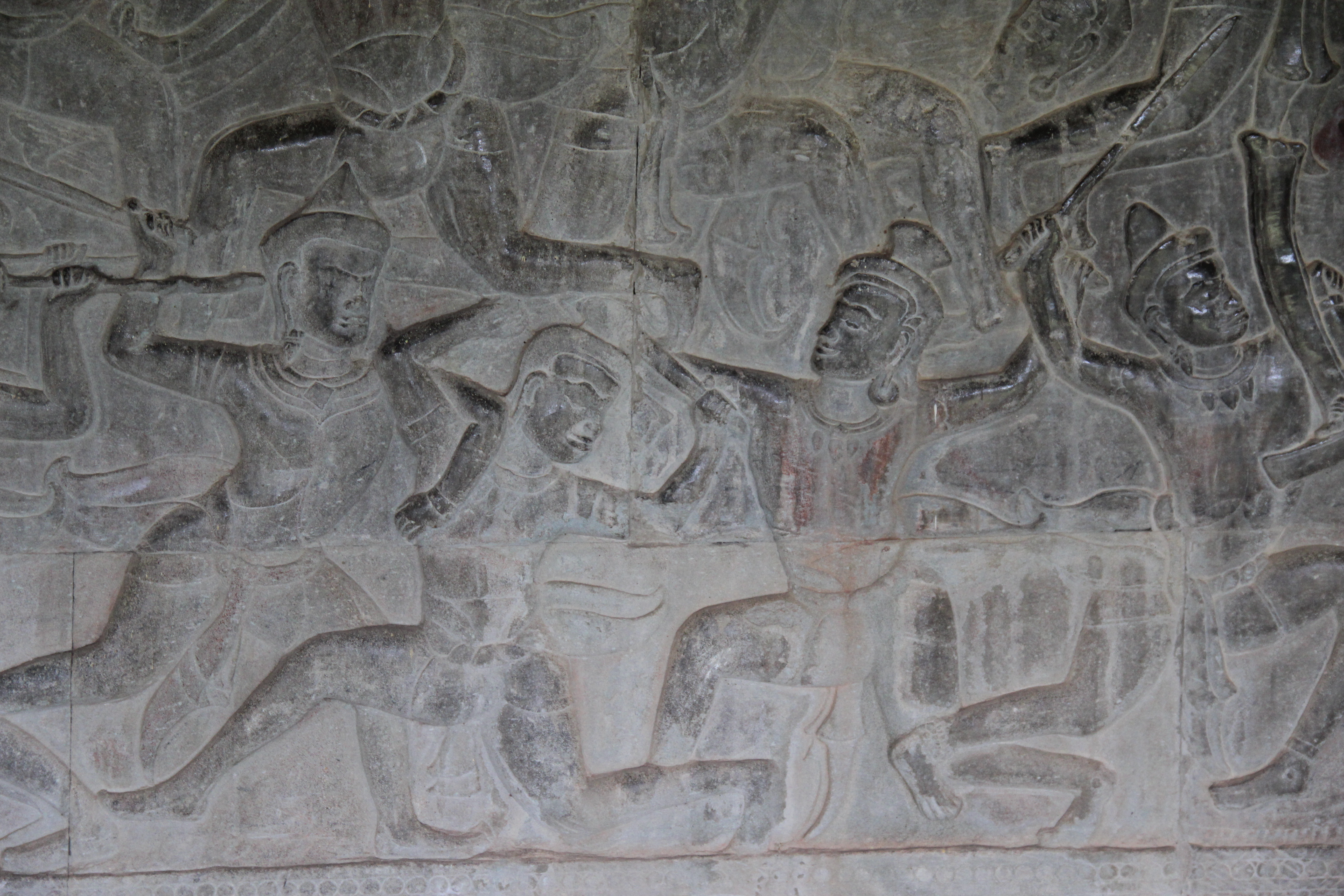
アンコール・ワット

ボックは「激しく叩く」タオは「ライオン」を意味し、両方合わせてボッカタオは「ライオンを激しく叩く」を意味する。名称は2000年前にライオンが人々の村を襲った時、ある武人が膝の技でライオンを倒したという伝説に由来するという。アンコール・ワット建造のころから伝わる武術とされ、かつてはアンコール王国（クメール王国）の軍隊で行われていたという。ボッカタオは東南アジアを支配したアンコール王国の強さの源泉と考えられ、12世紀終盤には王であるジャヤーヴァルマン7世によって推奨された。しかし王国の衰退と共にボッカタオも衰退していく事となる。
さらにその後のフランスによる植民地支配、ポル・ポトやクメール・ルージュ時代の弾圧によってボッカタオの運命は風前の灯となる。この失われつつあった伝統武術の復興を試みたのがサン・キムサンである。キムサンは素手の武術や槍術・棒術などを学んでいたが、ポル・ポト時代にタイに亡命し、その後アメリカでハプキドーの師範として暮らしていた。しかしキムサンは自国の武術復興を志し、国内の情勢が安定した2001年に帰国。師範を集めて組織を整備し、2005年にそれまで名前が忘れられていたこのカンボジア武術を「ボッカタオ」と仮に名付けた。
オリンピック